# Joe Grushecky
Joe Grushecky (* 1948 oder 1949 in Pittsburgh, Pennsylvania) ist ein US-amerikanischer Musiker.

## Biografie
Grushecky brachte mit seiner ersten Band, den Iron City Houserockers, 1979 das Album „Love’s So Tough“ heraus, das vom Magazin Rolling Stone als „Debüt-Album des Jahres“ bezeichnet wurde. Seitdem wird sein Musikstil regelmäßig dem Mainstream-Rock zugeordnet. 1983 löste sich die Band auf und Joe Grushecky nahm eine Stelle als Lehrer an. In den nächsten Jahren veröffentlichte er lediglich eine Single, bevor er 1989 mit „Rock And Real“ wieder eine Langspielplatte, diesmal als Solo-Projekt, veröffentlichte, die wie die nachfolgende Produktion „Swimming With the Sharks“ bei Rounder Records erschien. Grushecky gründete wieder eine Band und tritt mit dieser seither unter dem Namen Joe Grushecky & The Houserockers auf.
1995 begann eine jahrelange Zusammenarbeit mit Bruce Springsteen; erstes veröffentlichtes Resultat war im selben Jahr das Album „American Babylon“, das von Springsteen produziert wurde und an dem er auch als Gitarrist und Sänger mitgewirkt hat. Grushecky war Co-Autor des Titels „Code Of Silence“, für den Springsteen 2005 mit einem Grammy ausgezeichnet wurde.
Grushecky ist verheiratet, hat einen Sohn und eine Tochter.

## Diskografie (Auszug)
- 1979: Love’s So Tough
- 1989: Rock And Real
- 1995: American Babylon
- 1998: Coming Home
- 1999: Down The Road Apiece Live
- 2002: Fingerprints
- 2006: A Good Life

Anmerkung: Die Auflistung unterscheidet nicht zwischen Soloalben und Alben mit den Iron City Houserockers u. a.